# Щучин (Великопольське воєводство)
Щучин (пол. Szczuczyn) — село в Польщі, у гміні Шамотули Шамотульського повіту Великопольського воєводства.
Населення — 331 особа (2011).
У 1975-1998 роках село належало до Познанського воєводства.

## Демографія
Демографічна структура станом на 31 березня 2011 року:
|          | Загалом | Допрацездатний вік | Працездатний вік | Постпрацездатний вік |
| -------- | ------- | ------------------ | ---------------- | -------------------- |
| Чоловіки | 164     | 35                 | 114              | 15                   |
| Жінки    | 167     | 42                 | 92               | 33                   |
| Разом    | 331     | 77                 | 206              | 48                   |